# Ilburnia timberlakei
Ilburnia timberlakei är en insektsart som först beskrevs av Frederick Arthur Godfrey Muir 1917.  Ilburnia timberlakei ingår i släktet Ilburnia och familjen sporrstritar. Inga underarter finns listade i Catalogue of Life.